# Audrey Flack
Pour les articles homonymes, voir Flack.
Audrey Flack, née le 30 mai 1931 à New York et morte le 28 juin 2024 à Southampton (New York), est une peintre et sculptrice américaine. Elle est une figure majeure du photoréalisme. Elle vit et travaille à New York et Long Island jusqu’à sa mort.

## Biographie
De 1948 à 1953, Audrey Flack fait des études d'art à la Cooper Union de New York puis à l'Université Yale. Elle étudie également l'histoire de l'art à l'Université de New York.
Dans les années 1950 et 1960, elle réalise des œuvres abstraites. Elle fait partie du mouvement expressionniste abstrait de New York. Elle fréquente les artistes de Greenwich Village comme Willem de Kooning, Jackson Pollock et Franz Kline.

## Photoréalisme

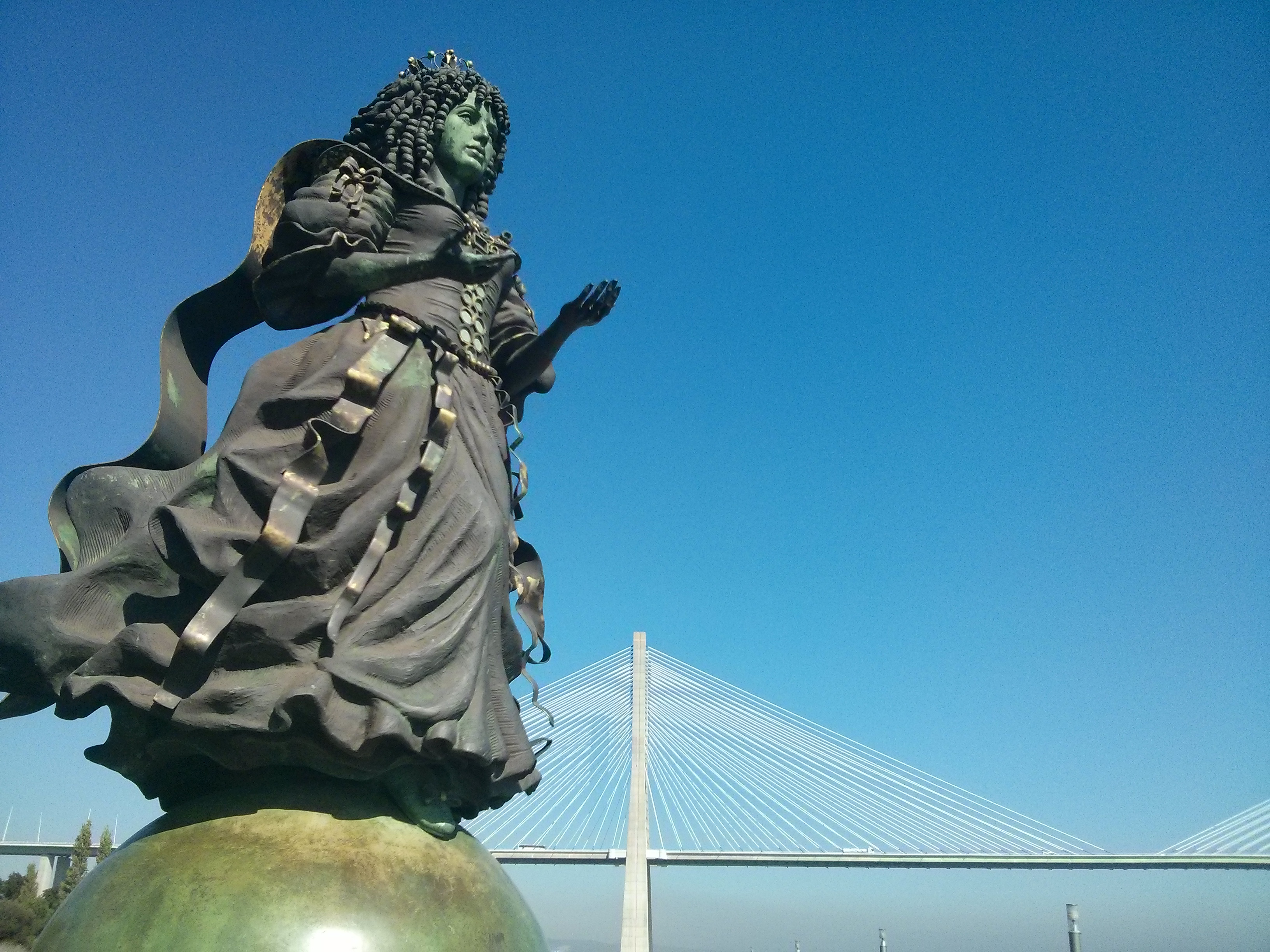
Statue représentant Catherine de Bragance, à Lisbonne

Dans les années 1970, elle se tourne vers l'hyperréalisme et le photoréalisme. Seule artiste femme du photoréalisme, elle explore les sujets féminins. Son travail est empli d'humanisme et d'émotions. Pour ses œuvres sur la seconde guerre mondiale, elle fait référence aux vanités de la peinture baroque et place des objets de la sphère féminine : plateaux d'argent, fruits, fleurs, bijoux, pâtisseries. Ces œuvres sont critiquées pour leur contenu féministe.
Elle utilise pour ses peintures, lithographies ou sérigraphies de natures mortes, des photographies en couleurs qu'elle prend elle-même, qu'elle agrémente parfois de collages. Elle fait allusion à la peinture baroque et référence aux œuvres du Tintoret, Rembrandt, Rubens.
En 1975, pour Queen, conservée au MET, elle sature les couleurs, elle en fait une peinture clinquante à la surface brillante et aux reflets étincelants.

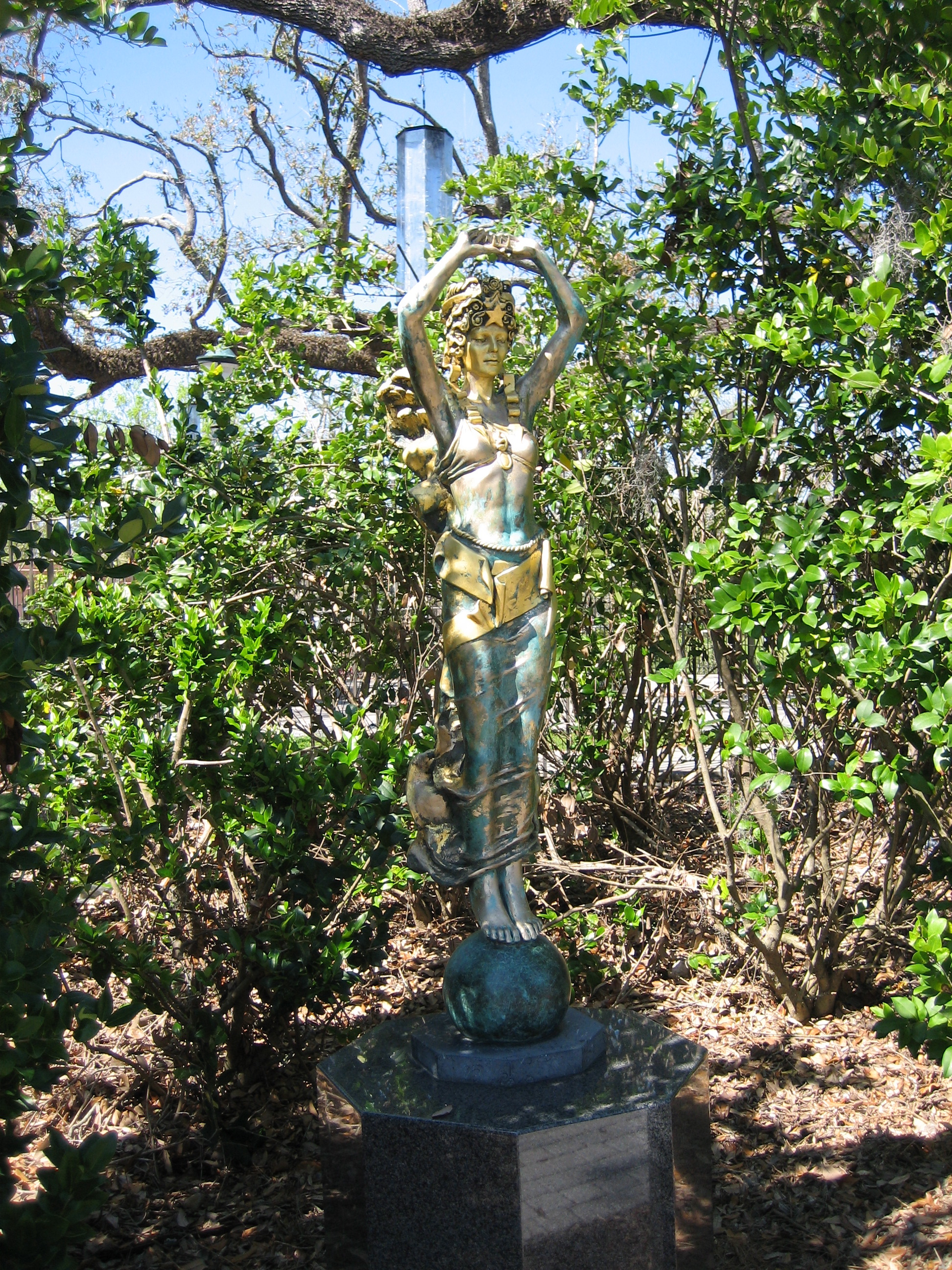
Sculpture réalisée par Audrey Flack à La Nouvelle Orléans

## Sculptures monumentales
À partir de 1983, Audrey Flack se concentre sur la sculpture. Elle s'inspire de la sculpture gréco-romaine, Renaissance, et baroque pour explorer les représentations du pouvoir féminin, à travers des déesses comme Islandia et Athéna ou des reines comme Catherine de Bragance.
En 1991, elle réalise quatre statues monumentales en bronze, de plus de six mètres de haut, posées sur un socle de granit. Ces quatre statues de femmes dénommées Les Civitas marquent l'entrée dans la ville de Rock Hill, en Caroline du Sud. Il s'agit d'une version féminine du David de Michel-Ange. Chaque Civitas est un emblème pour la ville de Rock Hill : l'industrie, le savoir, l'inspiration, l'énergie. Fatiguée de voir des statues de généraux à cheval, Audrey Flack propose des figures puissantes de femmes. Audrey Flack fusionne l'image masculine de la femme idéalisée avec la réalité contemporaine, en utilisant des symboles sexués et des emblèmes de la culture pop. Le travail d'Audrey Flack est précurseur. Elle présente une vision féministe et renouvelle la représentation des femmes dans l'art. Audrey Flack présente ses déesses comme des émissaires pleines d'espoir.

## Expositions personnelles
- 2017 : Audrey Flack: Master Drawings from Crivelli, Hollis Taggart Galleries, New York, NY
- 2015-2016 : Heroines: Audrey Flack's Transcendent Drawings and Prints Williams Center Galleries, Lafayette College, The Hyde Collection Art Museum & Historic House, Glens Falls, The Butler Institute of American Art,
- 2015 Audrey Flack: The Abstract Expressionist Years, Hollis Taggart Galleries, New York
- 2012 Audrey Flack: Sculpture, 1989-2012, Garth Greenan Gallery, New York
- 2010 Audrey Flack Paints a Picture, Gary Snyder Gallery, New York
- 2007 Daphne Speaks: An Exhibition of Sculpture and Master Workshop Prints, University of North Dakota, Grand Forks
- 2007 Audrey Flack: Abstract Expressionist, Rider University Art Gallery, Lawrenceville
- 2007 Plasters and Disasters - Audrey Flack's Recent Sculpture, Kingsborough Community College
- 2002 Drawings, Watercolors and Sculptures - Responses to 9/11, Vered Gallery, East Hampton, New York
- 2001 Plein Air Watercolors and Drawings, Bernaducci-Meisel Gallery, New York
- 1999 Icons of the 20th Century, Savannah College of Art and Design, Savannah
- 1998 Audrey Flack - New Work, Louis K. Meisel Gallery, New York, New York
- 1996 Daphne Speaks, Guild Hall Museum, East Hampton, New York
- 1996 Amor Vincit Omnia, Art Museum of Western Virginia, Roanoke, Virginie

## Prix et reconnaissance
En 1972, elle est incluse dans Some Living American Women Artists, un collage féministe de Mary Beth Edelson.
Prix et distinctions :
- 2007 : Honorary Ziegfeld Award, Keynote Speaker, National Art Education Association, New York City
- 2004 : Doctorat honorifique, Lyme Academy College of Fines Arts
- 1994 : Doctorat honorifique, Université George Washington
- 1985 : Artiste de l'année, New York City Art Teachers Association
- 1982 : Saint-Gaudens Medal, The School Art League, Cooper Union
- 1977 : Doctorat honorifique, Cooper Union
- 1974 : Award of Merit, Butler Institute of Ameruican Art